# Кирхнер, Джулианна
Джулианна Кирхнер (англ. Julianne Kirchner; род. 19 декабря 1991, Флоренс, Алабама) — маршалловская пловчиха. Участница летних Олимпийских игр 2008 года.

## Биография
Джулианна Кирхнер родилась 19 декабря 1991 года в американском городе Флоренс в штате Алабама.
После того как её отец из-за работы был вынужден перебраться на Маршалловы Острова, вместе с семьёй переехала туда.
Занималась плаванием в клубе «Кваджалейн» на Маршалловых Островах под началом тренера Сары Степчу.
Дважды участвовала в чемпионатах мира. В 2007 году в Мельбурне на дистанции 50 метров вольным стилем заняла 124-е место (32,74 секунды), на дистанции 100 метров вольным стилем — 122-е (1 минута 10,62 секунды), на дистанции 50 метров брассом — 71-е (43,66), на дистанции 50 метров баттерфляем — 92-е (37,71). В 2009 году в Риме на 50-метровке вольным стилем стала 150-й (31,22), на 100-метровке вольным стилем — 148-й (1.07,84), на 50-метровке баттерфляем — 128-й (34,96).
В 2008 году вошла в состав сборной Маршалловых Островов на летних Олимпийских играх в Пекине. На дистанции 50 метров вольным стилем заняла 75-е место, показав результат 30,42 и уступив 5,35 секунды худшей из попавших в полуфинал Александре Герасимене из Белоруссии.